# Mane (Alpi dell'Alta Provenza)
Mane (Mana in Occitano) è un comune francese di 1 390 abitanti situato nel dipartimento delle Alpi dell'Alta Provenza della regione della Provenza-Alpi-Costa Azzurra.

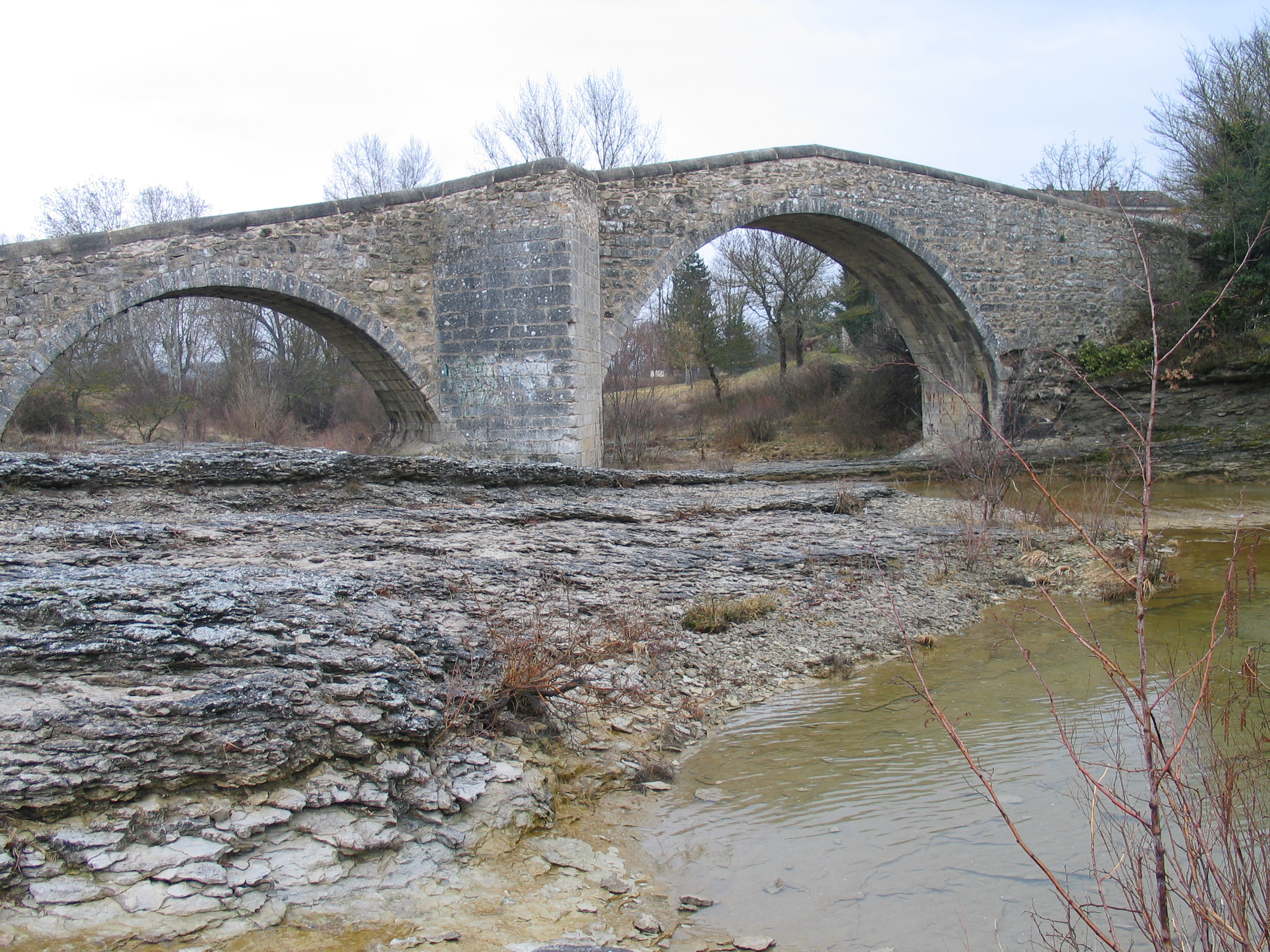
Ponte romano a segmento d'arco sulla Laye

A poca distanza da Forcalquier e dal priorato benedettino di Salagon, mantiene ancora l'antica cittadella medioevale del XII secolo ed il ponte romano a segmento d'arco sul fiume Laye fino a 12 metri di campata. 

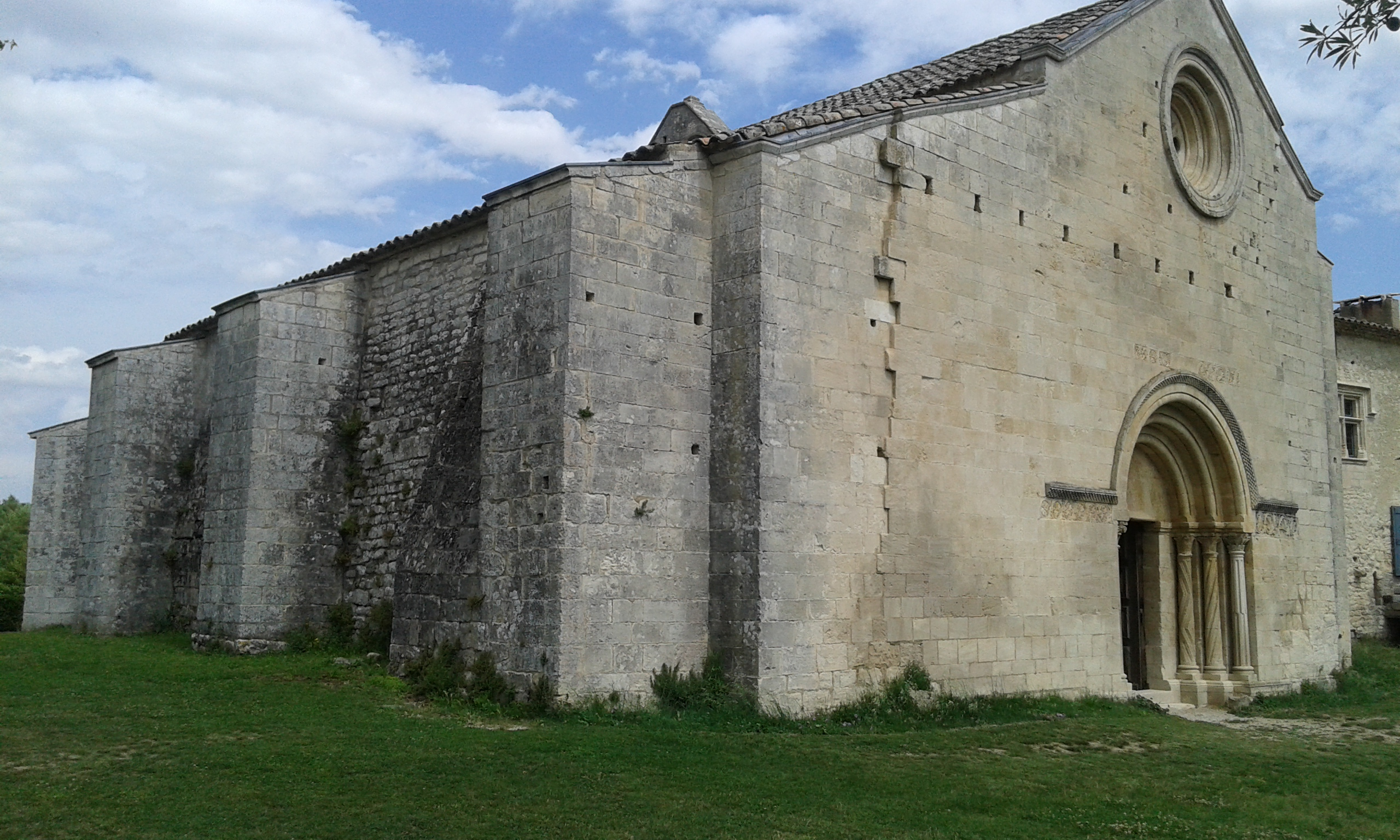
Il priorato di Mane

## Storia

### Simboli
Lo stemma del comune si blasona:

## Società

### Evoluzione demografica
Abitanti censiti